# Шведское великодержавие
Шведская империя (Швеция эпохи Великодержавия, швед. stormaktstiden) — исторический термин, обозначающий Шведскую метрополию и её владения в период с 1611 по 1721 год, в течение которого Швеция представляла собой одну из сильнейших держав Европы.
Согласно Вестфальскому миру Швеции достались немецкие герцогства Бремен и Верден, вся восточная и часть западной Померании (Шведская Померания) и Висмар. В 1654 году королева Кристина отказалась от короны в пользу своего двоюродного брата, вступившего на шведский престол под именем Карла Х Густава.
В его царствование политическое могущество и территориальные приобретения Швеции достигли своего зенита. По миру в Роскилле от Дании к Швеции отошли Тронхейм, Борнхольм, Блекинге, Сконе, Халланд и Бохуслен. Через два года Тронхейм и Борнхольм были возвращены Дании, зато Швеция приобрела по миру с Польшей всю Лифляндию.
По мнению шведской историографии, победоносное окончание шведско-датской части Северной войны 1655—1660 годов позволило, наконец, Швеции обзавестись на Скандинавском полуострове естественными границами с Данией, сохранившимися и до сих пор. В результате перечисленных территориальных приобретений народонаселение Швеции увеличилось почти на 1/3.
В 1660 году, когда скончался Карл X, оставивший малолетнего сына Карла XI, территориальные владения охватывали всю современную Швецию, Финляндию, Эстляндию, Лифляндию, Ингерманландию, Восточную и Западную Померанию, Висмар, Бремен и Верден, то есть пространство приблизительно в 900 тыс. км², с населением около 3 млн. Продолжительные войны и неожиданное политическое возвеличение повлекли за собой важные последствия для внутренней жизни страны. Усиленное общение с Европой оказало сильное воздействие на общую культуру Швеции, чему много содействовали и заботы Густава-Адольфа, Оксеншерны и Карла X.
На шведском языке период империи называется stormaktstiden — «эпоха Великодержавия». Расцвет империи пришёлся на XVII век, когда Швеция выступала гарантом Вестфальского мира и придерживалась геополитической концепции балтийского господства — «Битва за господство на Балтийском море». Концом эпохи Великодержавия стал проигрыш Швеции в Великой Северной войне, ознаменованный уходом к России Прибалтики и восточной Финляндии по Ништадтскому мирному договору.

## Тридцатилетняя война 1618—1648

Территориальная экспансия Швеции. В скобках указан год утраты территории

После распада Кальмарской унии шведская внешняя политика сосредоточилась на получении господства над Балтийским морем, что привело ко многим войнам с Данией, начиная с 1560-х годов. После успешного вступления Швеции в Тридцатилетнюю войну в 1630 году на стороне немецких протестантов король Густав II Адольф стал одним из самых могущественных европейских монархов. Затем Швеция одержала победу над Данией в войнах 1643—1645 и 1657—1658 годов. Финляндия, некоторые провинции северной Германии и северная Прибалтика также принадлежали Швеции, а после Вестфальского мира в 1648 году и Роскилльского мира с Данией в 1658 году Швеция стала сильной державой Северной Европы. Страна даже основала колонию в Северной Америке, которая просуществовала недолгое время (в настоящее время это штат Делавэр). Однако у Швеции была в основном аграрная экономика, и ей не хватило ресурсов поддерживать статус великой державы в долгосрочной перспективе.
Согласно Вестфальскому миру Швеция получила:
- Рюген;
- Шведская Померания
- Штеттин;
- Висмар;
- Бремен;
- Вердер.

Во владении Швеции оказались, таким образом, важнейшие гавани не только Балтийского, но и Северного моря. Она как владелица германских княжеств стала членом Священной Римской империи с правом посылать своих депутатов на имперские сеймы.

## Роскилльский мир
Согласно Роскилльскому миру Швеция получила:
- Сконе;
- Халланд;
- Блекинге;
- Борнхольм (остров);
- Вен (остров);
- Бохуслен;
- Трёнделаг.

## Владения Швеции
В этом списке представлены все территории мира, когда-либо находившиеся во владении, вассальной, колониальной или близкой к ним зависимости от Швеции.

### В Европе
- В Скандинавии:
  - Аландские острова (ок. 1180—1809, 1918);
  - остров Борнхольм (1658—1660);
  - Норвегия (1814—1905);
  - Финляндия (ок. 1180—1808).
- В Прибалтике:
  - Курляндия (1701—1709);
  - Шведская Эстляндия (включая остров Эзель) (1561—1710);
  - Шведская Ингерманландия (Ингрия) (1583—1595, 1617—1703);
  - Шведская Ливония (1621—1710);
  - Мемель (Клайпеда) (1629—1635).
- Германские земли:
  - Бремен-Верден (1645—1715);
  - Аугсбург (1632—1635);
  - Эрфурт (1632—1650);
  - Минден (1636—1649);
  - Шведская Померания и Рюген (1631—1815);
  - Висмар (1632—1803).

### Заморские колонии
- Антильские острова:
  - остров Гваделупа (1813—1814);

Новая Швеция, 1638. Ныне штаты Делавэр, Нью-Джерси и Пенсильвания

  - остров Сен-Бартельми (1784—1878).
- В Северной Америке:
  - Новая Швеция (1638—1655).
- В Африке:
  - Шведский Золотой берег (1650—1653).

## Войны Швеции
- Русско-шведские войны;
- Датско-шведские войны;
- Польско-шведские войны.

## Северная война
Начало Северной войны было для Швеции успешным, так как шведской армии удалось быстро вывести из войны Данию. Так как качественно армия Швеции превосходила армии союзников, ей удалось нанести им ряд крупных поражений (Битва при Нарве, Спилвская битва, Клишовское сражение и пр.). Однако долгий поход армии короля Карла XII в Речи Посполитой позволил союзникам собраться с силами и нанести ответный удар. Позднее инициатива перешла к антишведской коалиции. При Полтаве русскому войску удалось разгромить шведов. Помимо этого, ряд крупных поражений на море (сражение при Гангуте, Эзельский бой) подорвал боеспособность шведского флота. Итогом Северной войны стала потеря Лифляндии, Ингерманландии и Эстляндии, однако за Швецией сохранились территории в Финляндии. После этой войны Швеция навсегда утратила статус великой державы.